# Ґурка (гміна Оструда)
Ґурка (пол. Górka, нім. Bergheim) — село в Польщі, у гміні Оструда Острудського повіту Вармінсько-Мазурського воєводства.
Населення — 168 осіб (2011).
У 1975-1998 роках село належало до Ольштинського воєводства.

## Демографія
Демографічна структура станом на 31 березня 2011 року:
|          | Загалом | Допрацездатний вік | Працездатний вік | Постпрацездатний вік |
| -------- | ------- | ------------------ | ---------------- | -------------------- |
| Чоловіки | 91      | 21                 | 67               | 3                    |
| Жінки    | 77      | 17                 | 47               | 13                   |
| Разом    | 168     | 38                 | 114              | 16                   |